# Manfred Spoo

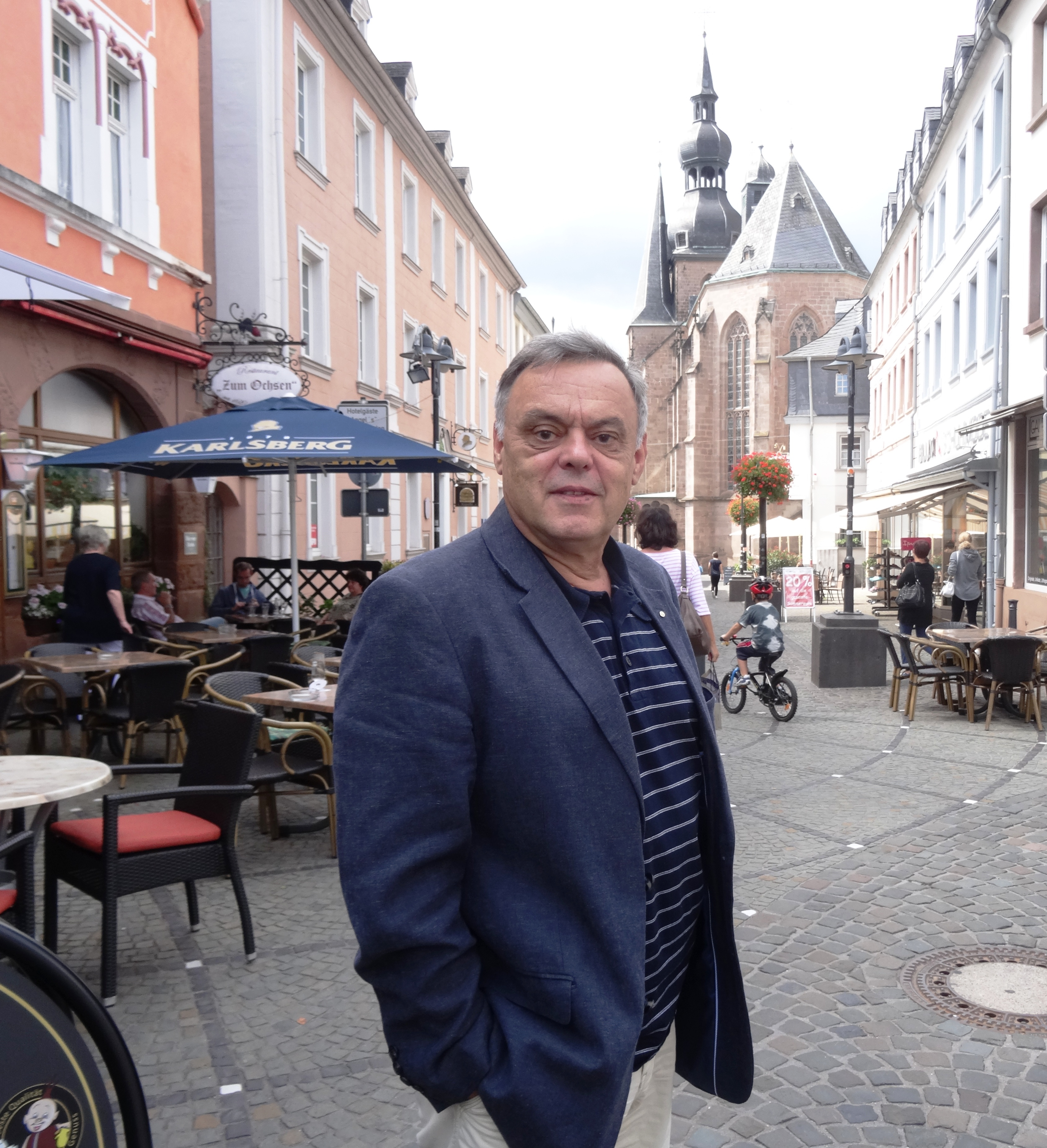
Manfred Spoo

Manfred Spoo (* 6. Juli 1953 in Saarlouis) ist ein deutscher Rundfunkjournalist, Kabarettist und Autor aus dem Saarland.

## Leben
Nach dem Besuch der Grundschule in Saarlouis, der Kreisrealschule in Dillingen (Saar) und dem Saarlouiser Gymnasium am Stadtgarten besuchte Spoo und im Rahmen einer Ausbildung zum Bankkaufmann die Kaufmännische Berufsschule in Saarbrücken. Anschließend wechselte er zur Wirtschaftsakademie in Blieskastel, wo er sein Abitur ablegte. Im Anschluss daran nahm Spoo ein Studium der Betriebswirtschaft auf.
Nach Schulausbildung und BWL-Studium arbeitete Manfred Spoo als Bankkaufmann bei der Saar-LB in Saarbrücken. 1981 gab er seinen erlernten Beruf auf und absolvierte als Kabarettist Auftritte auf saarländischen Kleinkunstbühnen.
Seine Kindheit und Jugend verbrachte Spoo in der Kreisstadt Saarlouis, wo er 1972 zu den Mitbegründern des selbstverwalteten Jugendzentrums gehörte, Theaterworkshops für Kinder durchführte und sich in der „Kulturkooperative SCALA“ engagierte.
1979 gründete Spoo gemeinsam mit dem damaligen Lehramtsstudenten Klaus Kessler in Saarlouis das Kabarettensemble „Die Filzläuse“, mit dem er 1980 Premiere feierte. In den Jahren zuvor veröffentlichte er bereits im Selbstverlag eigene Texte (Lästerlyrik, Gesammeltes Stammeln, Heiteres und weiteres), die er gelegentlich in kleinen Tischrunden in Jugendlokalen vortrug und vertrieb.
Für sein kulturelles Engagement in Saarlouis wurde Spoo 1993 mit dem alternativen Kulturpreis des SBS ("Selbstverwalteter Betriebshof Saarlouis") ausgezeichnet.
2014 erhielt er den "Saarlouiser Kulturpreis" für seine schriftstellerische Arbeit.
Manfred Spoo lebt als freier Autor in Dillingen und Saarbrücken.

## Tätigkeit beim Saarländischen Rundfunk
Durch seine Kabarettauftritte wurde der Saarländische Rundfunk auf Spoo aufmerksam, und er erhielt zahlreiche Einladungen zu Kabarettproduktionen des Senders („Saar-Brettl“), die in Live-Mitschnitten dokumentiert sind.
1983 wurde Manfred Spoo Freier Mitarbeiter beim Saarländischen Rundfunk, in den Folgejahren arbeitete er zusätzlich für weitere Sender der ARD als Journalist und Autor (Deutschlandfunk, SWR, Bayerischer Rundfunk, ORF). Neben dieser Tätigkeit trat er weiter mit den „Filzläusen“, aber zunehmend auch als Solo-Kabarettist auf. Seine Solo-Premiere hatte Spoo im Jahr 1984, auch im Duo mit dem Saarbrücker Musik-Kabarettisten Jürgen Albers brachte er mehrere Programme auf die Bühne.
Mitte der 1980er Jahre übernahm Spoo beim Saarländischen Rundfunk eine Redakteursstelle für Kabarett und U-Wort. In dieser Funktion war er Aufnahmeleiter und Producer mehrerer erfolgreicher SR-Produktionen („Hanns Dieter Hüschs Gesellschaftsabend“, „Festival Chanson“, „St. Ingberter Pfanne“). Nebenbei profilierte sich Spoo als Moderator erfolgreicher Rundfunksendungen („Frohes Wochenende“). 1990 übernahm er die Moderation der „Mundart-Werkstatt“, einer angesehenen literarischen Mundart-Sendung mit der Autorin und Mundartforscherin Dr. Edith Braun.
Als Redakteur und Producer für SR 1 Europawelle betreute Manfred Spoo von 1991 an sendereigene Comedy-Formate. Er brachte für die Sendung „Bistro“ die Radiofigur „Jacques' Bistro“ ins Programm und produzierte unter anderem „Radio Enterhaken“, „Direktor Hummel“, „Salon Roger“ und weitere Serien. Ab 1997 entwickelte Manfred Spoo für das Dritte Programm des Saarländischen Rundfunks die saarländische Mundart- und Kleinkunstserie „Mundart, Musik und Mengenges“ mit Gerhard Bungert und anderen saarländischen Künstlern. Für bekannte Mundartschaffende aus dem Saarland, dem angrenzenden Lothringen, Luxemburg und Rheinland-Pfalz wie auch für eine neue Generation von Autoren, Liedermachern und Comedians wurden Spoos Sendungen zum Sprungbrett in die breite Öffentlichkeit.
Journalistische Arbeitsschwerpunkte Spoos waren regionale Reportagen wie auch die Produktion und Moderation von Sendungen mit regionalem Charakter auf SR 3 Saarlandwelle („Frohes Wochenende“, „Bunte Funkminuten“, „Bei uns dehemm“). 2001 erarbeitete Manfred Spoo das Konzept für „Unser Ort ganz groß“, eine saarländische Quiz- und Spielshow, die er seither als Redakteur und Moderator präsentiert, und die am 29. Oktober 2010 zum einhundertsten Mal ausgestrahlt wurde.
Am 1. August 2013 beendete Spoo seine Tätigkeit beim Saarländischen Rundfunk. Er betätigt sich seither als freier Schriftsteller.

## Mundart
In seinen Texten und Bühnenprogrammen pflegt Manfred Spoo intensiv den Gebrauch der saarländischen Mundarten (Moselfränkisch und Rheinfränkisch). 2006 vertrat Manfred Spoo auf Einladung der saarländischen Staatskanzlei sein Bundesland auf der „Mundartmeile“ bei den zentralen Veranstaltungen Deutschlands zum Tag der Deutschen Einheit.

## Ehrungen, Auszeichnungen
- 2004 Verleihung des "Saarlouiser Kulturpreises"
- 2014 Verleihung des "Saarlouiser Kulturpreises" für seine schriftstellerische Tätigkeit

## Werke

### Diskografie
- CD/DVD: Mia hann geschbield … am liebschde nua im Drägg. GuMa Records EmmEss 6754.
- CD: Ei, joo... Die ganze Wahrheit über den Südwest-Zipfler. Live-Mitschnitt aus dem Theater „Blauer Hirsch“, Saarbrücken Guma Records 6753.
- CD: Lou mol lo, lo laida jo. Leico Records 8539.
- CD-Sampler: Hits aus dem Saarland. mit Marcel Adam, Nicole, Manfred Spoo, Wolfgang de Benki, Charlotte und Jürgen Wendling, Herry Schmitt Band u. a. bawack-music 30340
- Doppel-CD: SR Stars. Sampler mit Aufnahmen von Britta-Maria Carell, Dieter Thomas Heck, Peter Maronde, Ingrid Peters, Manfred Sexauer, Manfred Spoo u. a. m.
- CD-Sampler: Babbel, Schnack, Geschwätz. mit Herbert Bonewitz, Uli Keuler, Jürgen von der Lippe, Manfred Spoo, Drei Tornados u. a. CBS 4657462
- LP: Saarbrettl. mit Jürgen Albers, Gerd Dudenhöffer, Espe, Die Filzläuse u. a. m.

### Kabarettprogramme
- 1980 Lausige 80'er (Ensemblekabareett „Die Filzläuse“)
- 1981 Wundertüte Saarland
- 1983 Wo lassen Sie sichern?
- 1984 Nur zur Verrechnung
- 1984 Solo (mit Peter Forster, Musik)
- 1985 Richtfest (Duo mit Jürgen Albers)
- 1986 Zungen-Schläge (mit Jürgen Urig, Musik)
- 1990 Pott Pour Rire
- 1993 Kinder, Kinder
- 1995 Hei Leids
- 1997 Öko? Logisch!
- 1998 Dehämm is dehämm
- 2002 Ei, joo ...
- 2005 Streusalz (Ensemblekabarett mit Estelle Klein, Willi Jost und Wolfgang Winkler)

### Hörspiele und Serien
„Lockruf der Fremde“
- Besetzung: Brigitte Dryander, Matthias Kniesbeck, Bernd Stenger u. a. m.
- Buch und Regie: Manfred Spoo
- Produktion: Saarländischer Rundfunk, 1985

„Lockruf der Heimat“
- Besetzung: Brigitte Dryander, M. Kniesbeck, B. Stenger, Hans Walter Lorang u. a. m,
- Buch und Regie: Manfred Spoo,
- Produktion: Saarländischer Rundfunk, 1987

„Lockruf der Liebe“
- Besetzung: Günter Stutz, Brigitte Dryander, Willkit Greuèl, H.W. Lorang, u. a. m,
- Buch und Regie: Manfred Spoo,
- Produktion: Saarländischer Rundfunk, 1987

„Unser Keenich“
- Besetzung: Peter Maronde, Gerd Dudenhöffer Marianne Weber-Riedel, Willkit Greuèl,
- Alice Hoffmann, Gunter Cremer, Bernd Stenger, u. a. m.,
- Buch: Claus Zewe,
- Regie: Manfred Spoo,
- Produktion: Saarländischer Rundfunk, 1987, 1988, 1989

„Unn – Watt unn?“
- Buch und Regie: Hans Walter Lorang und Manfred Spoo,
- Produktion: Saarländischer Rundfunk 1986 (?)

„Dörrenbächer & Deidesheimer“
- Buch: Claus Zewe & Hardy Schwickert,
- Regie: Manfred Spoo,
- Produktion: Saarländischer Rundfunk 1987 bis 1997

„Hampitt Holbach’s Odyssee“
- Besetzung: Bodo Primus
- Buch: Elmar Engel,
- Regie: Manfred Spoo,
- Produktion: Saarländischer Rundfunk

„Hampitt und die guten alten Zeiten“
- Besetzung: Bernd Stenger,
- Buch: Elmar Engel,
- Regie: Manfred Spoo,
- Produktion: Saarländischer Rundfunk